# ロベルト・ガリア
ロベルト・ガリァ（Roberto Galia, 1963年3月16日 - )は、イタリア・トラーパニ出身の元サッカー選手。現役時代のポジションはMF。1992年にイタリア代表としてUSカップのメンバーに選出され、3試合のプレー経験がある。1988年にはソウル五輪にも出場した。
1988-89シーズンから1993-94シーズンまでユヴェントスFCに在籍、UEFAカップを2度、コッパ・イタリアを1度獲得した。

## タイトル
サンプドリア
- コッパ・イタリア：1984-85

ユヴェントス
- コッパ・イタリア : 1989-90
- UEFAカップ : 1989-90, 1992-93